# Guillermo Pacheco (Schiedsrichter)
Guillermo Pacheco Larios (* 4. Februar 1995 in Sonora) ist ein mexikanischer Fußballschiedsrichter. Er steht als Video-Assistent seit 2023 auf der Liste der FIFA-Schiedsrichter.

## Karriere
Nach Einsätzen bei lokalen Wettbewerben wie der mexikanischen U-20-Liga, leitete Pacheco bei der CONCACAF U-20-Meisterschaft 2018 zwei Partien der Gruppenphase. Danach bekam er erste Einsätze in der Liga de Expansión MX sowie später bei der Liga MX. Auch bei der CONCACAF Nations League 2022/23 leitete er im Juni 2022 erstmals eine Partie.
Nebst weiteren Tätigkeiten, zum Beispiel als vierter Assistent, kam er bei größeren Turnieren nach seiner Aufnahme auf die FIFA-Liste auch bei größeren internationalen Turnieren als Video-Assistent zum Einsatz. Das erste war die CONCACAF Champions League 2023, bei der er das Finalhinspiel leitete. Beim Gold Cup 2023 wurde er bei vier Partien eingesetzt. 
Anfang April 2024 wurde er für die Olympischen Sommerspiele 2024, wieder als Video-Assistent, nominiert.